# Lista de ex-empregados da Impact Wrestling (S–Z)
A Total Nonstop Action Wrestling (TNA) é uma promoção de wrestling profissional localizada em Nashville, Tennessee. Ex-empregados da TNA incluem lutadores, managers, comentaristas, locutores, repórteres, árbitros, treinadores, roteiristas, executivos e diretores.
Os empregados recebem contratos de desenvolvimentos a décadas. Eles aparecem em programas de televisão da TNA, pay-per-views e eventos ao vivo. Outros também lutaram no antigo território de desenvolvimento da empresa, a Ohio Valley Wrestling (OVW). Aqueles que realizaram aparições sem contratos e aqueles que foram demitidos mas estão empregados hoje não foram incluídos.

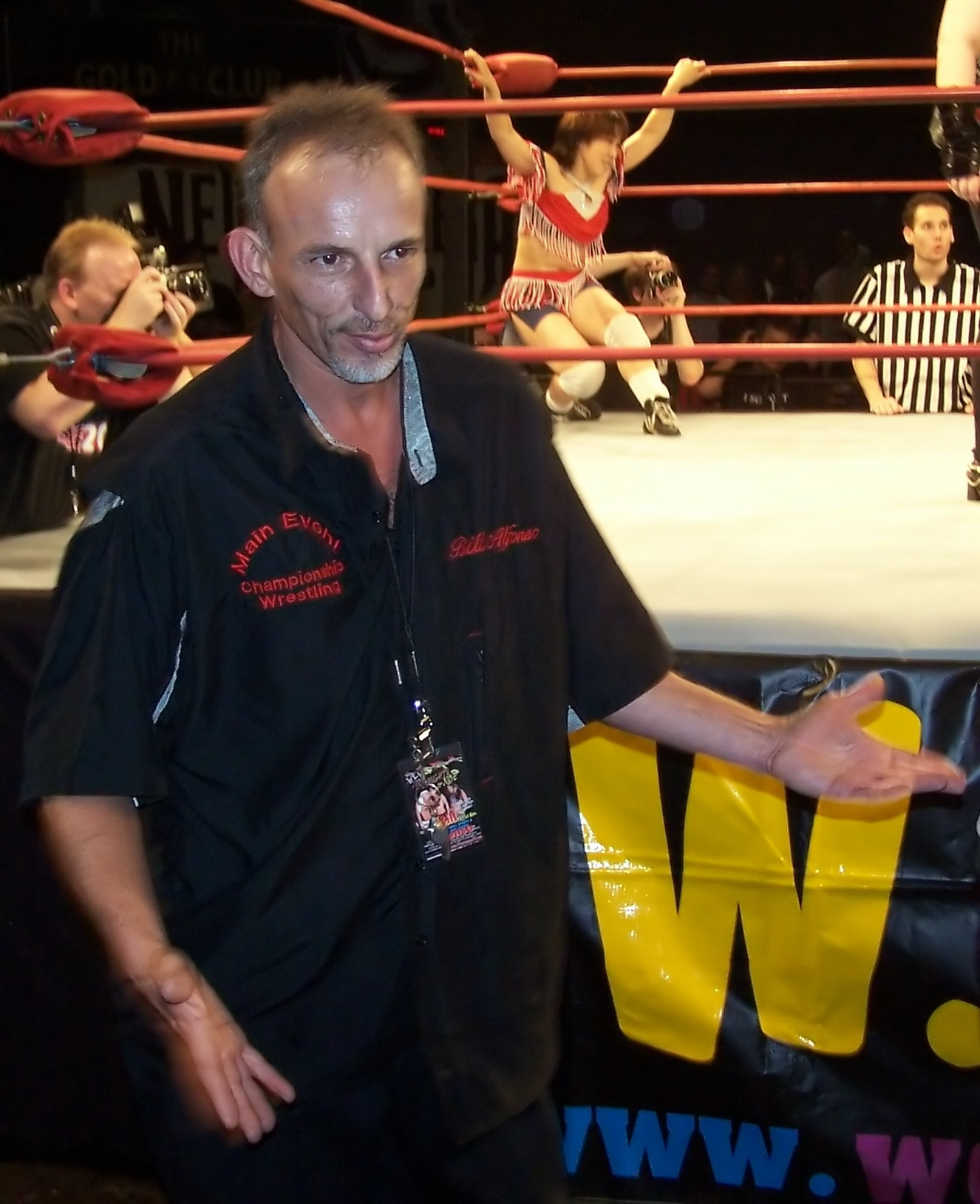
Bill Alfonso

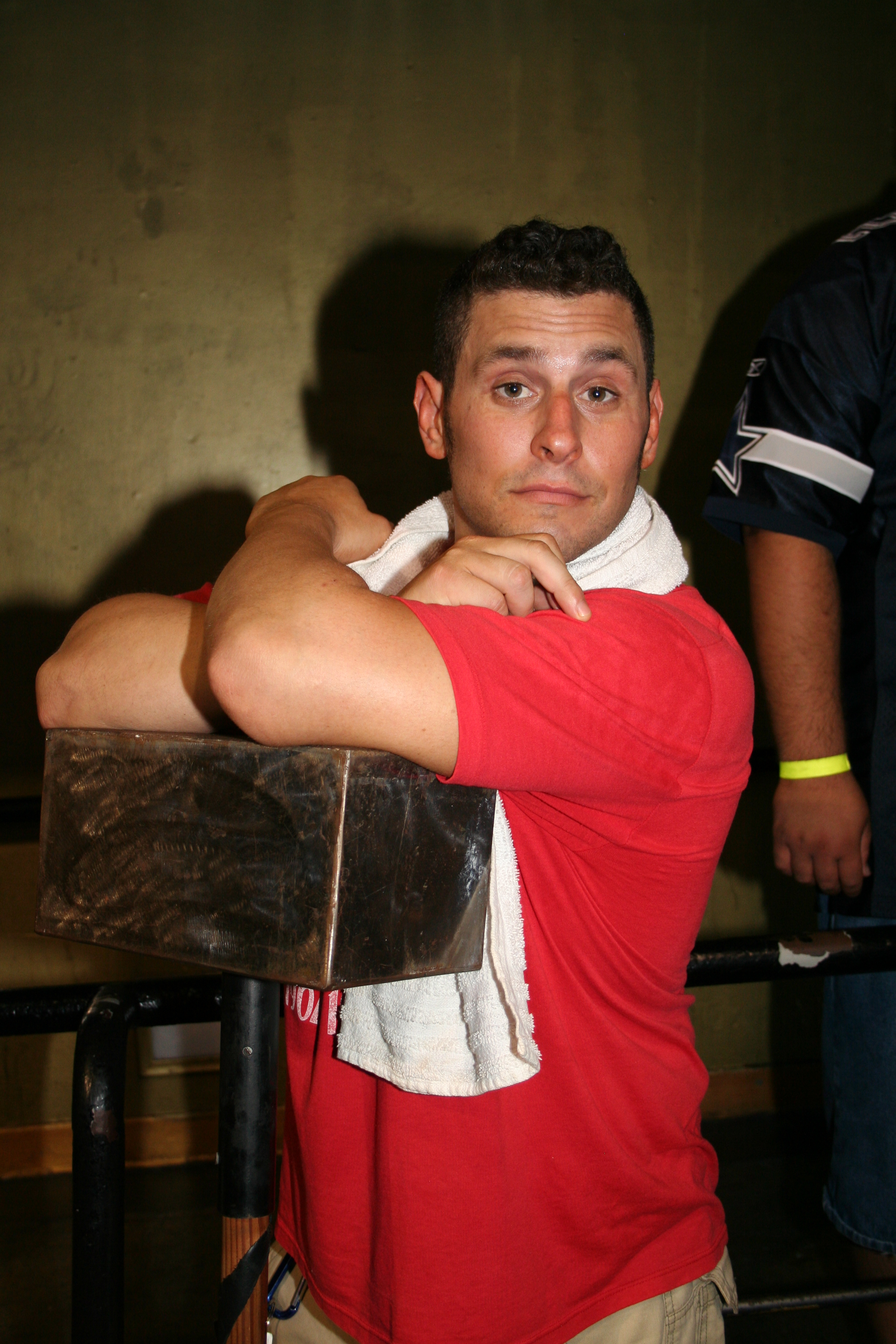
Colt Cabana

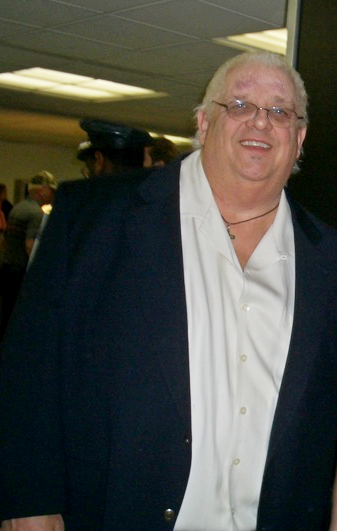
Dusty Rhodes

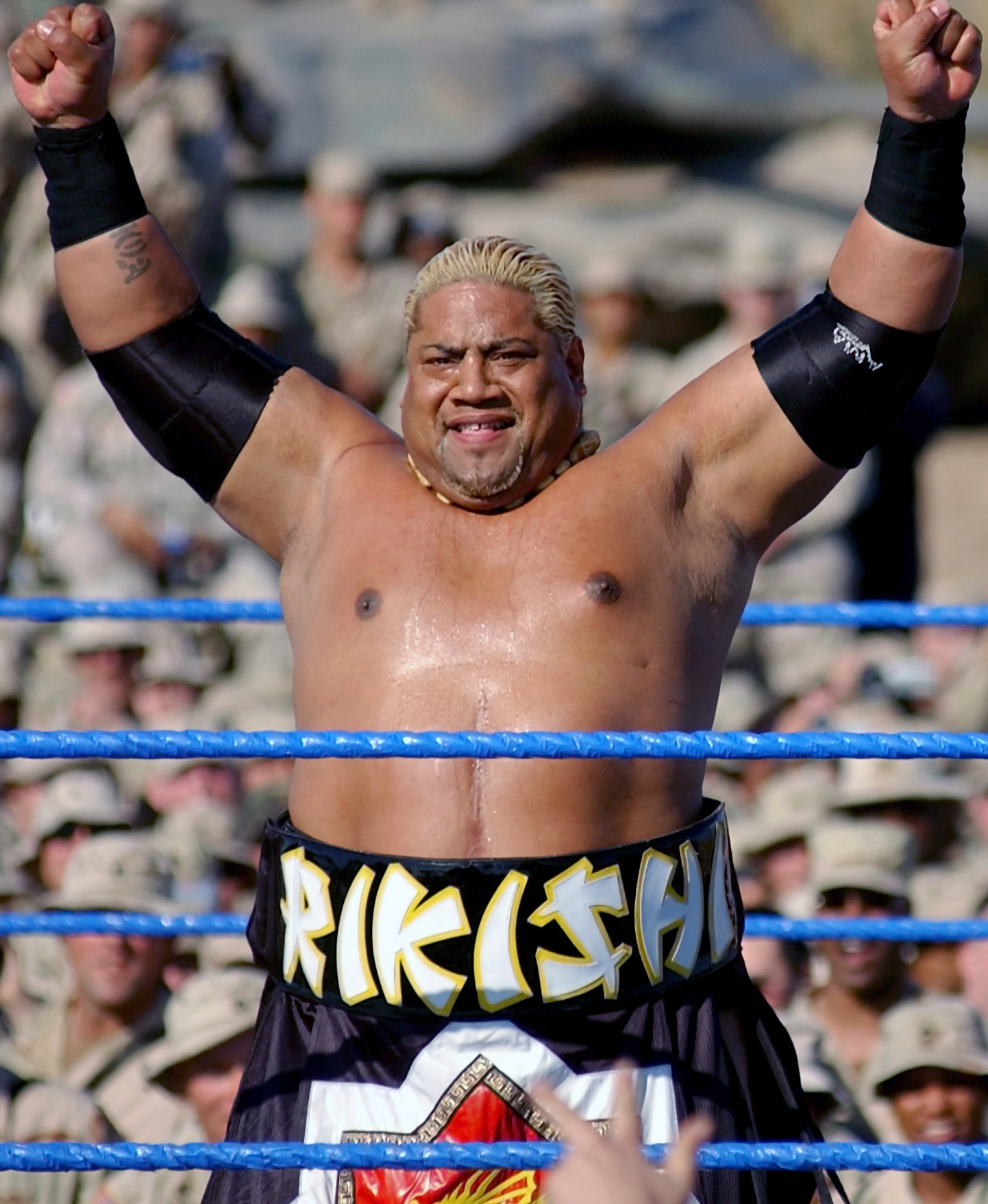
Junior Fatu

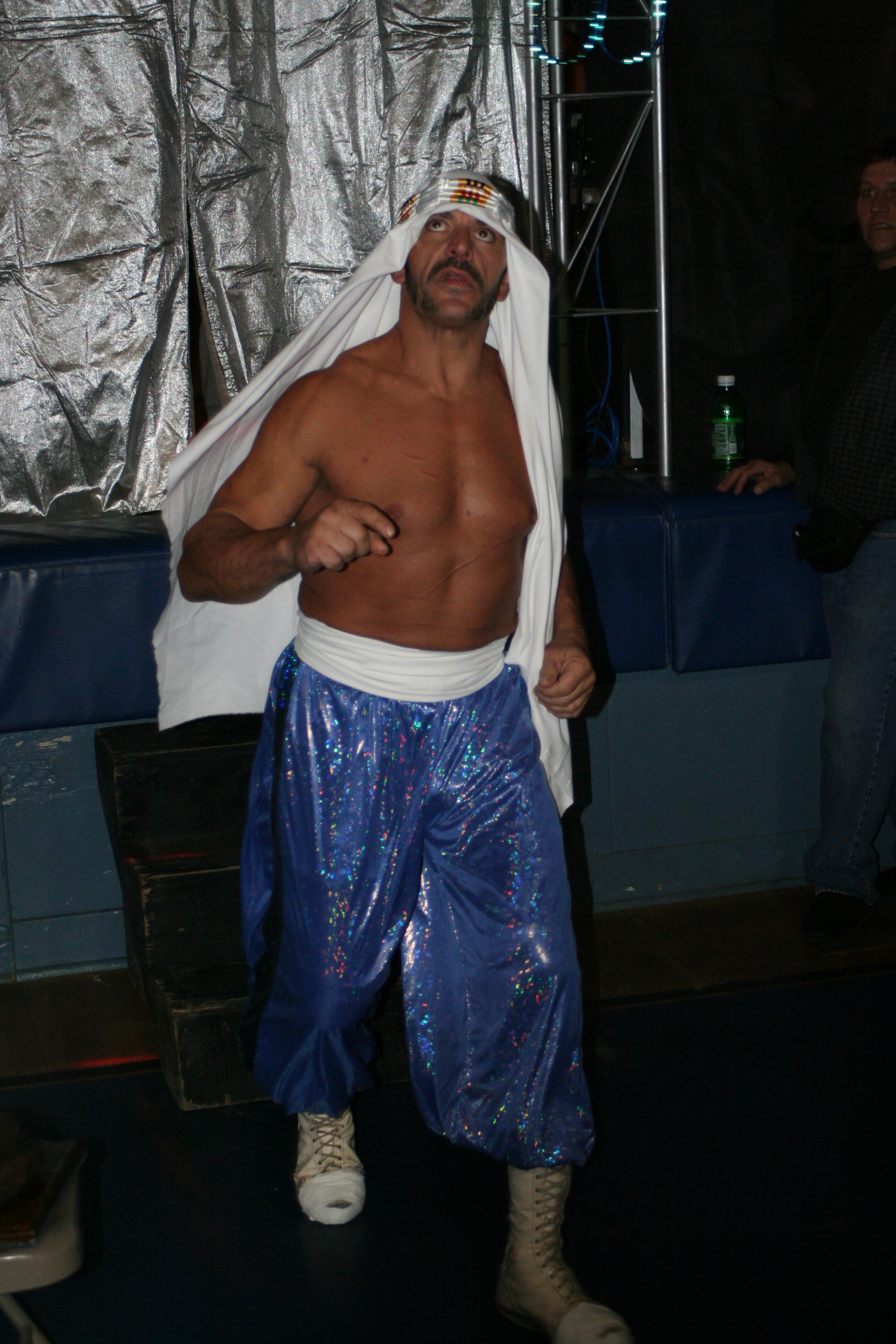
Sabu

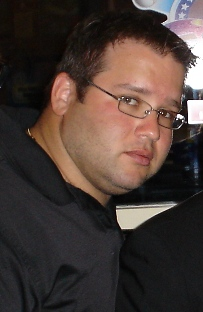
Scott D'Amore

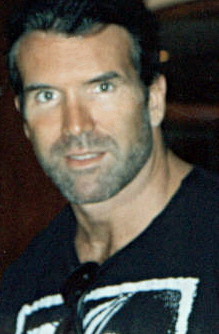
Scott Hall

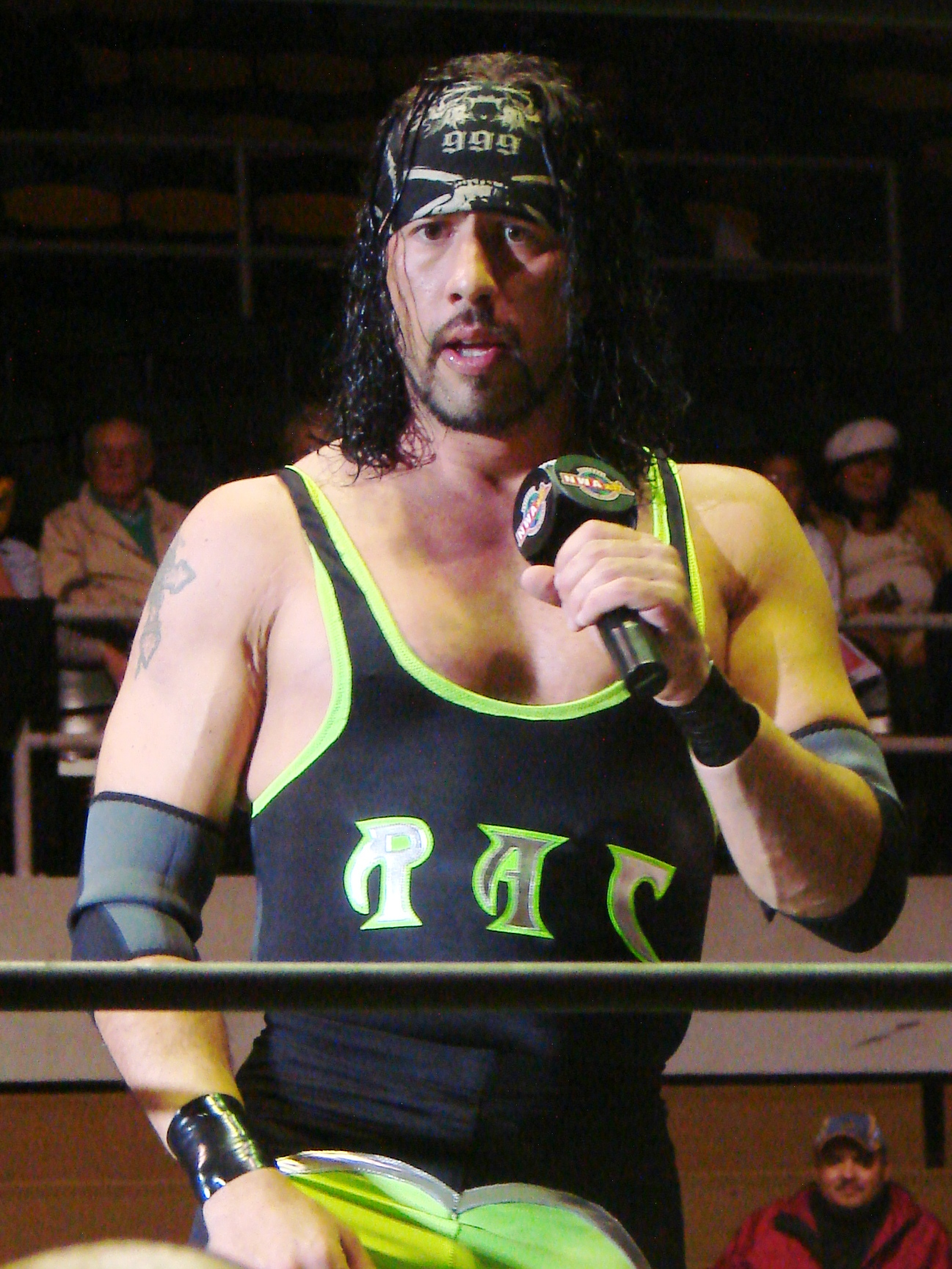
Sean Waltman

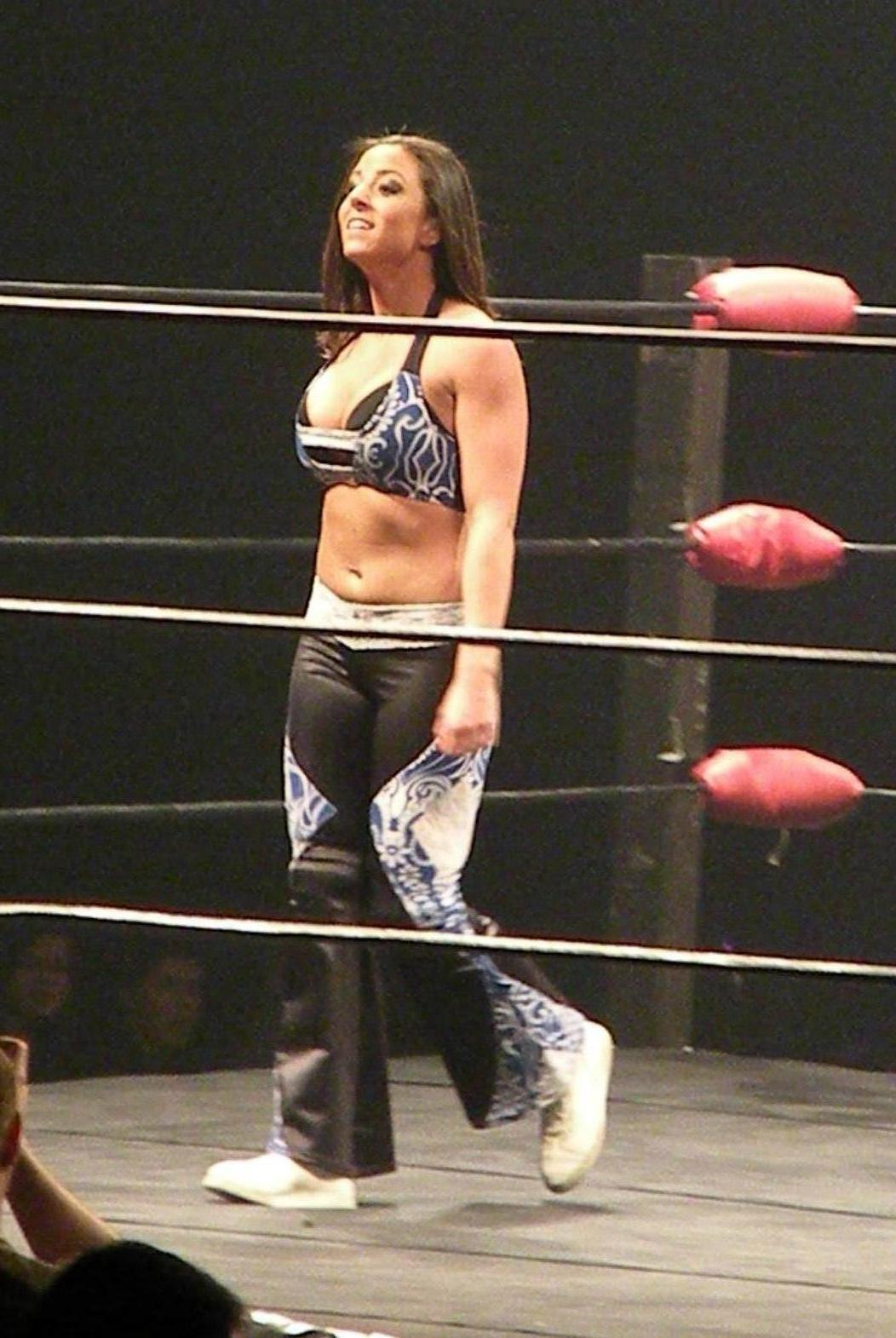
Serena Deeb

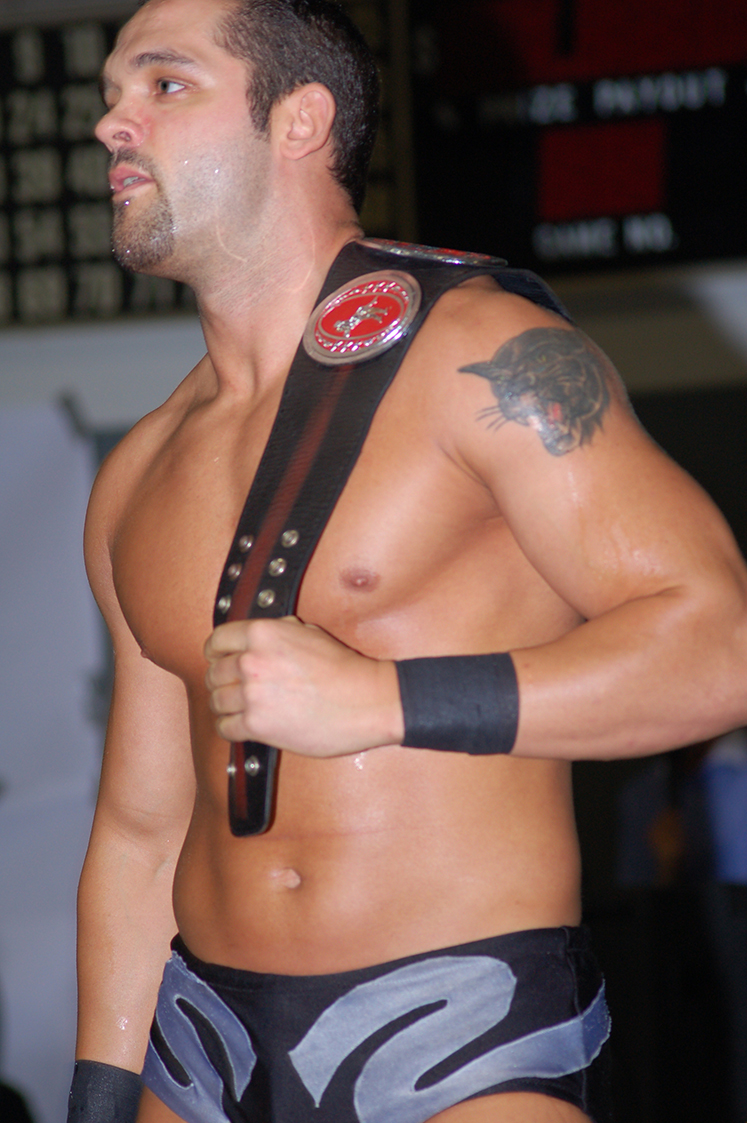
Shawn Spears

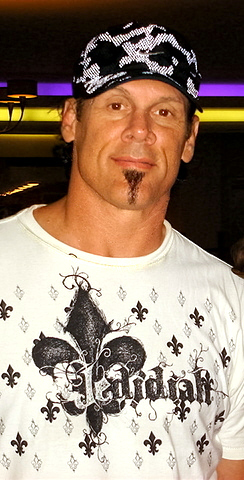
Sting

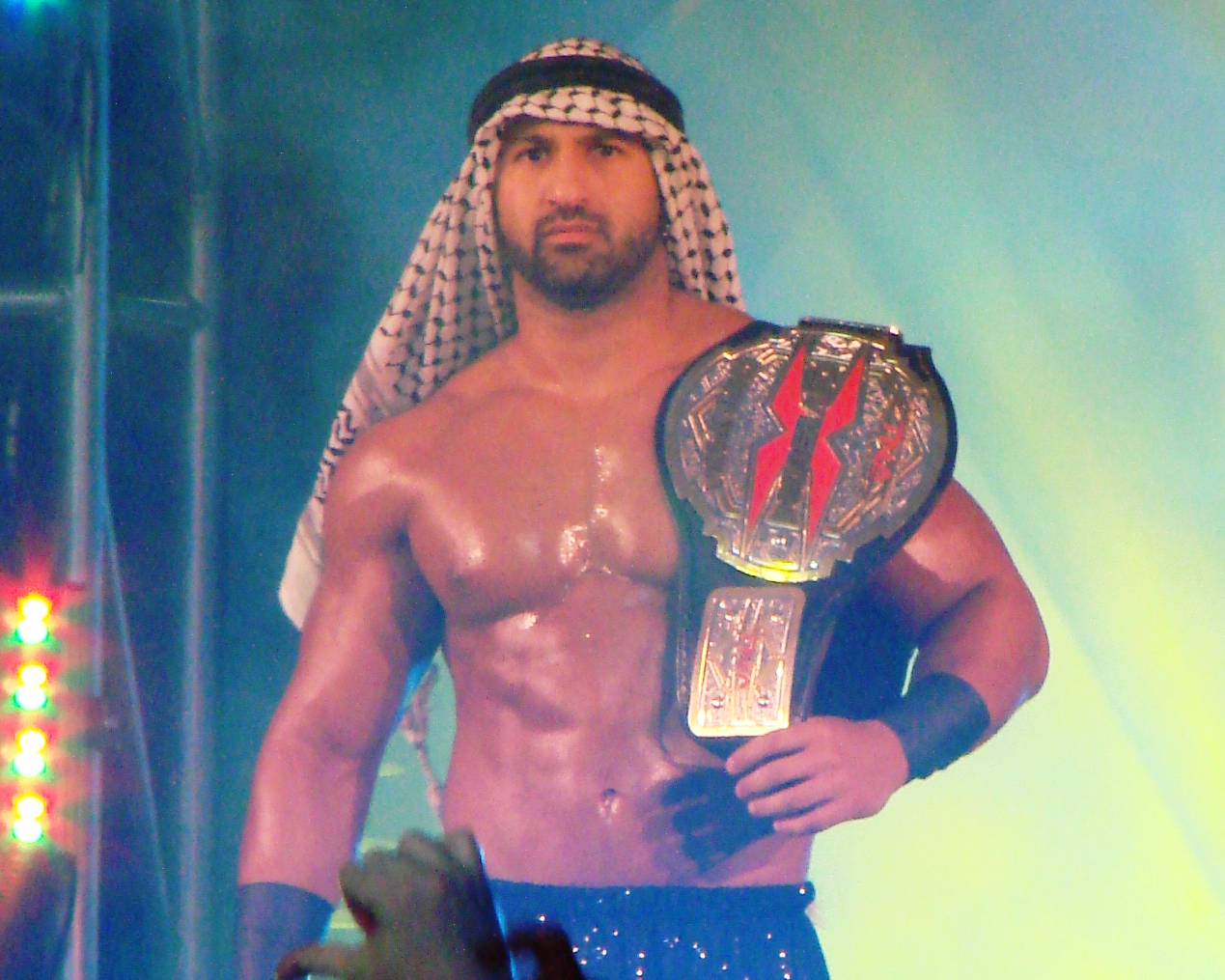
Sheik Abdul Bashir

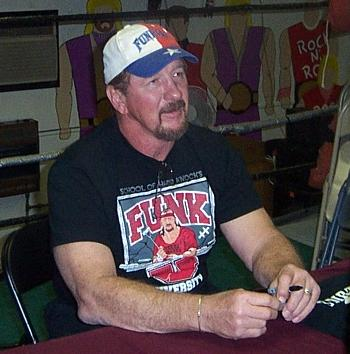
Terry Funk

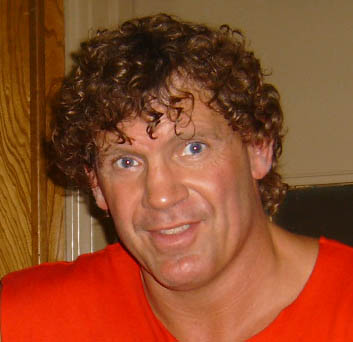
Tracy Smothers

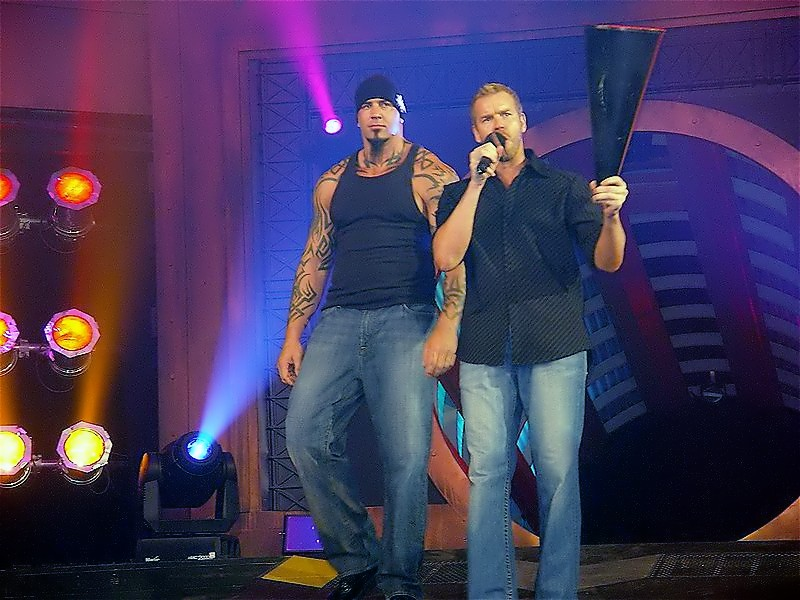
Tomko e Christian Cage

| Nome:                     | Nome no ringue(s):                                      | Passagem(ens):                | Notas:                      |
| ------------------------- | ------------------------------------------------------- | ----------------------------- | --------------------------- |
| Desconhecido              | Sal E. Graziano                                         | 2010                          | [ 3 ]                       |
| Desconhecido              | Samir                                                   | 2004                          | [ 4 ]                       |
| Desconhecido              | Samolian Joe                                            | 2007                          |                             |
| Desconhecido              | Sasha                                                   | 2002                          |                             |
| Desconhecido              | Scott Fowler                                            | 2004                          | [ 4 ]                       |
| Desconhecido              | Scott Papper                                            | 2004                          |                             |
| Desconhecido              | Scotty Matthews                                         | 2003 2004                     | [ 4 ]                       |
| Desconhecido              | Scotty Wrenn                                            | 2003                          | [ 4 ]                       |
| Desconhecido              | Sean Lee                                                | 2004                          |                             |
| Desconhecido              | Sean Royal                                              | 2002                          |                             |
| Desconhecido              | Sebastian                                               | 2003 2004                     | [ 4 ]                       |
| Desconhecido              | Sedrick Strong                                          | 2003 2004                     |                             |
| Desconhecido              | Shaffee                                                 | 2007                          |                             |
| Desconhecido              | Shane Ballard                                           | 2002                          |                             |
| Desconhecido              | Shane Matthews                                          | 2004                          | [ 4 ]                       |
| Desconhecido              | Shannon Ballard                                         | 2002                          |                             |
| Desconhecido              | Shawn Parks                                             | 2003                          | [ 4 ]                       |
| Desconhecido              | Simon Reed                                              | 2003                          | [ 4 ]                       |
| Desconhecido              | Simply Delicious                                        | 2003                          | [ 4 ]                       |
| Desconhecido              | Slugga                                                  | 2009                          |                             |
| Desconhecido              | Soul Assassin                                           | 2003                          | [ 4 ]                       |
| Desconhecido              | Steele                                                  | 2003                          | [ 4 ]                       |
| Desconhecido              | Stu Gots                                                | 2006                          |                             |
| Desconhecido              | Tank                                                    | 2003                          | [ 4 ]                       |
| Desconhecido              | Teddy Stigma                                            | 2010                          |                             |
| Desconhecido              | Teresa Tyler                                            | 2002                          | [ 5 ]                       |
| Desconhecido              | Thomas T. Stenenbaum Tom                                | 2004                          |                             |
| Desconhecido              | Tim McCloud                                             | 2003                          | [ 4 ]                       |
| Desconhecido              | Tina Hamilton                                           | 2002                          |                             |
| Desconhecido              | Tiny The Timekeeper                                     | 2002                          |                             |
| Desconhecido              | T.J. Grey                                               | 2002                          |                             |
| Desconhecido              | T.J. Harley                                             | 2004                          | [ 4 ]                       |
| Desconhecido              | Todd Sexton                                             | 2002–2003                     | [ 4 ]                       |
| Desconhecido              | Todd Stone                                              | 2002                          | [ 6 ]                       |
| Desconhecido              | Tommy Vandal                                            | 2003                          | [ 4 ]                       |
| Desconhecido              | Tony Sweat                                              | 2003                          | [ 4 ]                       |
| Desconhecido              | Trendsetter                                             | 2003                          |                             |
| Desconhecido              | Triple H                                                | 2004                          |                             |
| Desconhecido              | Trix Nasty                                              | 2003                          | [ 4 ]                       |
| Desconhecido              | Two Face                                                | 2003                          | [ 4 ]                       |
| Desconhecido              | Ty Smiley                                               | 2004                          | [ 4 ]                       |
| Desconhecido              | Tyson                                                   | 2004                          |                             |
| Desconhecido              | Último Guerrero                                         | 2008                          |                             |
| Desconhecido              | Vex                                                     | 2003                          | [ 4 ]                       |
| Desconhecido              | Vic Devine                                              | 2003                          | [ 4 ]                       |
| Desconhecido              | Volador, Jr. Volador                                    | 2008                          | [ 7 ]                       |
| Desconhecido              | Zero                                                    | 2003                          | [ 4 ]                       |
| Daniel Solwood, Jr.       | Austin Aries                                            | 2005–2016                     |                             |
| Salvador Guerrero IV      | Chavo Guerrero, Jr. Chavo Guerrero                      | 2012-2013                     | [ 8 ]                       |
| Salvatore Rinauro         | Sal Rinauro Salvatore Rinauro                           | 2004 2005 2007                | [ 4 ]                       |
| Sam Loman                 | Kid Romeo                                               | 2002 2004                     | [ 9 ]                       |
| Sam Roman                 | Romeo                                                   | 2003–2005                     | [ 10 ]                      |
| Santana Garrett           | Santana G                                               | 2010                          | [ 11 ]                      |
| Sara Amato                | Sara Del Rey                                            | 2009 2010                     | [ 12 ] [ 13 ]               |
| Sarah Stock               | Sarita                                                  | 2009–2013                     |                             |
| Sarah Lee†                | Sara Sara Lee                                           | 2002–2003 2004                | [ 5 ]                       |
| Saul Armendariz           | Satanico del Exotico Andromeda                          | 2009                          |                             |
| Schuyler Andrews          | Mason Andrews                                           | 2012                          |                             |
| Scott Colton              | Colt Cabana                                             | 2003 2009                     |                             |
| Scott D'Amore             | Coach D'Amore Scott D'Amore                             | 2003-2008 2009-2010           |                             |
| Scott Hall                | Scott Hall                                              | 2002 2004-2005 2007-2008 2010 | [ 14 ] [ 15 ] [ 16 ] [ 17 ] |
| Scott Hudson              | Scott Hudson                                            | 2002–2005                     |                             |
| Scott Levy                | Raven                                                   | 2003-2008 2009-2010           |                             |
| Scott Oplinger            | Scotty Sabre                                            | 2003                          | [ 4 ]                       |
| Scott Rechsteiner         | Scott Steiner                                           | 2006-2010 2011-2012           |                             |
| Sean Casey                | Sean Casey                                              | 2003                          | [ 4 ]                       |
| Sean Morley               | Sean Morley                                             | 2010                          | [ 18 ]                      |
| Sean Waltman              | Syxx-Pac Sean Waltman                                   | 2002 2003 2005-2006 2010      | [ 14 ] [ 19 ]               |
| Seini Draughn             | Lei'D Tapa                                              | 2013–2014                     | [ 20 ]                      |
| Serena Deeb               | Serena Deeb                                             | 2008                          | [ 21 ]                      |
| Seth Delay                | Seth Delay                                              | 2003 2004                     | [ 4 ]                       |
| Shane Sewell              | Shane Sewell                                            | 2008–2009                     | [ 22 ]                      |
| Shannon Moore             | Shannon Moore                                           | 2005-2006 2010-2012           |                             |
| Shannon Spruill           | Daffney Shannon Sarah Palin The Governor Shark Girl     | 2002 2003 2008–2011           |                             |
| Shantelle Malawski        | Shantelle Taylor Taylor Taylor Wilde                    | 2008-2010                     | [ 23 ]                      |
| Sharmell Sullivan-Huffman | Sharmell                                                | 2007–2009                     | [ 24 ]                      |
| Shaun Ricker              | Shaun Ricker                                            | 2012                          |                             |
| Shawn Daivari             | Sheik Abdul Bashir Shawn Daivari Daivari                | 2003 2008–2009 2011           | [ 4 ] [ 25 ]                |
| Shelly Martinez           | Shelly Martinez Salinas                                 | 2007–2008                     | [ 26 ]                      |
| Sherri Schrull†           | Sherri Martel                                           | 2006                          |                             |
| Shinsuke Nakamura         | Shinsuke Nakamura                                       | 2008                          | [ 4 ]                       |
| Solofa Fatu               | Junior Fatu                                             | 2007                          | [ 27 ]                      |
| Sonny Siaki               | Sonny Siaki                                             | 2002–2005                     | [ 28 ]                      |
| Stacy Carter              | Stacy Carter                                            | 2010                          |                             |
| Stephanie Bell            | Mia Yim                                                 | 2010                          | [ 29 ]                      |
| Stephanie Bellars         | Minsa                                                   | 2005                          |                             |
| Stephanie Finochio        | Trinity The Mystery Luchador                            | 2003–2005                     | [ 30 ]                      |
| Stephen DeAngelis         | Stephen DeAngelis                                       | 2010                          | [ 3 ]                       |
| Sterling Marlin           | Sterling Marlin                                         | 2002                          | [ 5 ]                       |
| Steve Favata              | Steve Madison                                           | 2003                          | [ 4 ]                       |
| Steve McMichael           | Steve McMichael                                         | 2008                          | [ 31 ]                      |
| Steve Richardson          | Puppet Puppet The Psycho Dwarf Puppet The Midget Killer | 2002 2010                     | [ 5 ]                       |
| Steve Robinson            | Corporal Robinson                                       | 2004 2008                     |                             |
| Steven Borden             | Sting                                                   | 2003–2014                     | [ 32 ]                      |
| Steven Corino             | Steve Corino                                            | 2002–2003                     | [ 5 ]                       |
| Steven Haworth            | Desmond Wolfe                                           | 2009-2011                     |                             |
| Steven Stewart            | Bart Sawyer                                             | 2004                          | [ 4 ]                       |
| Sylvain Grenier           | Sylvain Grenier                                         | 2007-2008 2009                | [ 33 ]                      |
| Taeler Conrad             | Taeler Hendrix                                          | 2012–2013                     | [ 34 ]                      |
| Taichi Ishikari           | Taichi Ishikari                                         | 2004                          |                             |
| Takao Omori               | Takao Omori                                             | 2002                          | [ 9 ]                       |
| Terrence Bollea           | Hulk Hogan                                              | 2010–2013                     | [ 35 ]                      |
| Terri Runnels             | Terri Runnels                                           | 2010                          |                             |
| Terry Brunk               | Sabu                                                    | 2002-2006 2010                |                             |
| Terry Funk                | Terry Funk                                              | 2004–2005 2009                | [ 36 ]                      |
| Terry Gerin               | Rhino                                                   | 2005–2010                     | [ 37 ]                      |
| Terry Gordy, Jr.          | Ray Gordy                                               | 2004                          | [ 4 ]                       |
| Tetsuya Naitō             | Naito                                                   | 2009                          |                             |
| Thea Trinidad             | Divina Fly Rosita                                       | 2011–2013                     |                             |
| Theodore Annis            | Teddy Hart                                              | 2003 2004                     | [ 38 ]                      |
| Thomas Hirschman          | Z-Barr                                                  | 2003                          | [ 4 ]                       |
| Thomas Laughlin           | Tommy Dreamer                                           | 2010–2011                     |                             |
| Tim Welch                 | Vince McMahon Tim Welch The Lawyer Mr. Daggett          | 2004 2005                     |                             |
| Timothy Nelson            | Rashad Cameron                                          | 2012                          |                             |
| T.J. Mack                 | T.J. Mack                                               | 2006                          |                             |
| T.J. Perkins              | Teddy James Perkins                                     | 2004-2013                     |                             |
| Toby Keith                | Toby Keith                                              | 2002                          | [ 5 ]                       |
| Tom Matera                | Antonio Thomas                                          | 2007                          | [ 39 ]                      |
| Tommy Mercer              | Crimson                                                 | 2010–2013                     | [ 34 ]                      |
| Tony Borcherding          | 2 Tuff Tony                                             | 2004 2008                     |                             |
| Tony Elliott              | Teo                                                     | 2002                          | [ 5 ]                       |
| Tony Schiavone            | Tony Schiavone                                          | 2003                          |                             |
| Todd Clem                 | Bubba the Love Sponge                                   | 2010                          | [ 40 ]                      |
| Todd Keneley              | Todd Keneley                                            | 2012-2013                     | [ 41 ]                      |
| Todd Shane                | Rod Johnson                                             | 2002                          | [ 5 ]                       |
| Tracy Brookshaw           | Traci Tracy Traci Brooks Tracy Brooks Ms. Brooks        | 2003–2010 2011-2012           |                             |
| Tracy Smothers            | Tracy Smothers                                          | 2010                          | [ 3 ]                       |
| Travis Tomko              | Tomko                                                   | 2006-2008 2009-2010           | [ 42 ]                      |
| Trenesha Biggers          | Rhaka Khan                                              | 2008–2009                     | [ 43 ]                      |
| Trina Michaels            | Trina Michaels                                          | 2009                          |                             |
| Trisa Hayes               | Beulah McGillicutty                                     | 2010                          | [ 3 ]                       |
| Troy Martin               | Shane Douglas                                           | 2003–2007 2009                |                             |
| Tyson Moody               | Tyson Dux                                               | 2006 2008                     |                             |
| Valerie Wyndham           | SoCal Val                                               | 2006–2013                     | [ 44 ]                      |
| Veronica Stevens          | Nurse Veronica Simply Luscious                          | 2003                          | [ 45 ]                      |
| Vince Russo               | Vince Russo Mr. Wrestling III                           | 2002-2004 2006-2012           |                             |
| Vincent Clark             | Jerrelle Clark                                          | 2004–2006                     | [ 46 ]                      |
| Virgil Runnels, Jr.       | Dusty Rhodes Midnight Rider                             | 2003–2005                     | [ 47 ]                      |
| Vito LoGrasso             | Vito LoGrasso Big Vito                                  | 2004                          |                             |
| Vito Thomas               | Vito Thomaselli                                         | 2004                          | [ 4 ]                       |
| Wagner Brown              | Wagner Brown Slyk Wagner Brown                          | 2002–2003 2011                | [ 4 ]                       |
| Wayne Keown               | Dutch Mantell Dutch Mantel                              | 2002 2003-2009                |                             |
| Wayne Meyer               | Lex Lovett                                              | 2003 2004–2005 2006           |                             |
| Wes Adams                 | Alan Steele                                             | 2003                          |                             |
| Wesley Brisco             | Wes Brisco                                              | 2012–2014                     | [ 48 ]                      |
| William Alfonso           | Bill Alfonso                                            | 2010                          | [ 3 ]                       |
| William Massengale        | Jason Cross                                             | 2002–2004                     | [ 49 ]                      |
| William Moody             | Percy Pringle III                                       | 2002–2003                     |                             |
| William Mueller           | Stan Dupp Jethro Holliday                               | 2002 2009                     | [ 50 ]                      |
| William Myers             | George Steele                                           | 2008                          | [ 21 ]                      |
| Willie Richardson, Jr.    | Willie Richardson                                       | 2003                          | [ 4 ]                       |
| Yoshihiro Yamazaki        | Tiger Mask                                              | 2007                          | [ 51 ]                      |
| Yujiro Takahashi          | Yujiro                                                  | 2009                          |                             |
| Zach Gowen                | Tenacious Z Zach Gowen                                  | 2003 2004 2005 2006           | [ 52 ]                      |